# Paraphenice decellei
Paraphenice decellei är en insektsart som beskrevs av Synave 1968. Paraphenice decellei ingår i släktet Paraphenice och familjen Derbidae. Inga underarter finns listade i Catalogue of Life.